# Myrsine rivularis
Myrsine rivularis là một loài thực vật thuộc họ Myrsinaceae. Đây là loài đặc hữu của Peru.